# Sport Club Flamengo
|  | Aquest article tracta sobre el club de futbol de Recife . Vegeu-ne altres significats a «Flamengo (desambiguació)». |

L'Sport Club Flamengo fou un club de futbol brasiler de la ciutat de Recife a l'estat de Pernambuco.

## Història
L'Sport Club Flamengo va ser fundat el 20 d'abril de 1914, i fou un dels fundadors de la Federação Pernambucana de Futebol. Fou el primer campió del Campionat pernambucano l'any 1915. Guanyà el campionat després de derrotar el Torre Sport Club a la final. Posteriorment desaparegué.

## Palmarès
- Campionat pernambucano:
  - 1915